# Poecilosoma annulatum
Poecilosoma annulatum là một loài bướm đêm thuộc phân họ Arctiinae, họ Erebidae.